# Alsterring-Gymnasium
Das Alsterring-Gymnasium (Eigenschreibweise ohne Bindestrich) ist eine staatlich genehmigte und geförderte Hamburger Ersatzschule in freier Trägerschaft, die im Schuljahr 2008/2009 von dem gemeinnützigen Bildungsinstitut Alsterbildungsring e. V. gegründet wurde. Derzeit besuchen ca. 150 Schülerinnen und Schüler das einzügige Ganztagsgymnasium (G8) in Hamburg-Barmbek-Nord.

## Aufbau
Die Schule ist eine gebundene Ganztagsschule (Unterricht montags bis freitags vor- und nachmittags) mit einer Mittagspause und einem Lernbüro, in dem die Schülerinnen und Schüler Aufgaben zur Vertiefung der Lerninhalte selbstständig bearbeiten. Der Tagesablauf ist überwiegend in Doppelstunden organisiert. Es gelten die Hamburger Bildungspläne, deren Einhaltung von der Schulaufsicht kontrolliert wird. Die Schule ist politisch und konfessionell neutral und richtet sich gemäß dem Grundgesetz nach den demokratischen Werten. Unterrichtssprache ist, mit Ausnahme des Fremdsprachenunterrichts, Deutsch. Das Kollegium ist international besetzt (zur Zeit deutsch, türkisch, kolumbianisch, US-amerikanisch). Die Schülerschaft ist kulturell heterogen; viele Schülerinnen und Schüler wachsen in einem mehrsprachigen und multikulturellen Umfeld auf. Die Klassen umfassen maximal 20 Schülerinnen und Schüler.

## Besonderheiten
Das Alsterring-Gymnasium betont mit seinem Leitspruch „Individuelle Wege zum Abitur“, dass jeder Schüler in Charakter, Familienhintergrund, bisheriger Lernbiografie anders ist als die anderen und deswegen seinen Weg durch die Schulzeit so individuell wie möglich gestaltet gehen soll. Es wird ein individualisiertes und praxisorientiertes Lernen geboten in einem, laut Aussage der Schule, „harmonischen und wertschätzenden Lernumfeld“. Das Alsterring-Gymnasium präsentiert sich als „Schule ohne Rassismus – Schule mit Courage“. Zahlreiche außerunterrichtliche Aktivitäten sowie Digitalisierung (digitales Klassenbuch, Lernplattform, Arbeit mit mobilen Endgeräten) zeichnen die Privatschule darüber hinaus aus.
Die Sprachförderung im Deutschen spielt wegen des Migrationshintergrundes vieler Schülerinnen und Schüler eine zentrale Rolle und hat nicht nur im Deutschunterricht, sondern auch in allen anderen Fächern einen besonderen Stellenwert.
Trotz staatlicher Förderung wird ein Schulgeld von zurzeit monatlich 200 Euro erhoben – die Kosten für das im Hause produzierte Mittagessen, die teilweise Lehrmittelfreiheit und alle Förder- und Fordermaßnahmen für einzelne Schüler (vor allem in Deutsch, Englisch und Mathematik) sowie die soziale Betreuung, die über die Stundentafel des Gymnasiums hinausgeht, kommen hinzu (70 Euro). Über eine soziale Staffelung des Schulgeldes wird derzeit diskutiert.
Es werden in Kooperation mit der Behörde für Schule und Berufsbildung externe staatliche Abschlussprüfungen abgenommen.

## Schriftliche Anfragen von Abgeordneten der Hamburger Bürgerschaft
Das Alsterring-Gymnasium wurde in der Öffentlichkeit als „Hamburgs erste türkische Schule“ bezeichnet. Es gab dazu am 9. Oktober 2008 eine kleine Anfrage des Abgeordneten Ties Rabe in der Hamburgischen Bürgerschaft. In der Antwort wurde betont, dass die Schule keine bestimmte Zielgruppe habe. Die deutsche Privatschule steht Kindern aus allen Nationen und Kulturen offen, trotzdem gingen zunächst nur Schüler mit türkischen Wurzeln auf das Gymnasium. Mittlerweile ist die Schülerschaft kulturell heterogener, wobei es nach Auskunft des Hamburger Senats vom 17. Oktober 2008 auch keine Verletzung des Sonderungsverbots darstelle, wenn langfristig nur Schüler mit türkischem Hintergrund auf das Gymnasium gingen.
Auf Anfrage der Abgeordneten Dora Heyenn vom 5. November 2015 nach der Einhaltung der Qualitätsstandards antwortete der Senat Folgendes: „Die gegenwärtigen Leistungen der Schülerinnen und Schüler des Alsterring[-]Gymnasiums und die Ausstattung der Schule gaben der zuständigen Schulaufsicht keine Veranlassung, von den Rechtsmitteln des § 7 Hamburgisches Gesetz über Schulen in freier Trägerschaft Gebrauch zu machen.“
Das Alsterring-Gymnasium erhält gemäß  § 22  Absatz  1  Satz  1  Hamburgisches  Gesetz  über  Schulen  in  freier  Trägerschaft Finanzhilfe. Auf Anfrage der CDU-Abgeordneten Karin Prien vom 11. August 2016 antwortete der Senat: „Die Prüfung des Jahresabschlusses [der Wirtschaftsjahre 2012 bis 2015] hat zu keinen Beanstandungen im Hinblick auf die Ordnungsmäßigkeit und Sparsamkeit der Wirtschaftsführung und zweckentsprechende Verwendung der Finanzhilfe geführt.“